# Vilã (álbum)
Vilã é o quinto álbum de estúdio da cantora brasileira Ludmilla, lançado em 24 de março de 2023 pela Warner Music Brasil.

## Lançamento e promoção
Em 6 de março de 2023, Ludmilla revelou a lista de faixas de Vilã em forma de emojis. Em 14 de março, a lista de faixa, sem enigmas, foi disponibilizada. No dia seguinte, é revelado a capa.
Em abril, a cantora revelou, em uma coletiva de imprensa para Rio2C, na Cidade das Artes, que lançara versões ao vivo das canções de seu álbum.

### Singles
Oito singles foram lançados como suporte para Vilã:
- "Socadona", parceria com Mariah Angeliq, Mr. Vegas e Topo La Maskara, foi lançado em 18 de novembro de 2021[9] como um single avulso. Mais tarde, foi incluída na lista de faixas.
- Em 17 de janeiro de 2023, é anunciado os singles "Nasci Pra Vencer" e "Sou Má", com Tasha & Tracie, que foram lançados em 7 de fevereiro[10] com um videoclipe para ambos.
- "Solteiras Shake", com o dj Gabriel do Borel[11], e "Senta e Levanta", ao lado da rapper jamaicana Stefflon Don e novamente com Topo La Maskara[12], foram lançados em 23 de março.
- Em 24 de março, "Malvadona"[13], com Oruam e Vulgo FK, "Eu Só Sinto Raiva", com Ariel Donato[14], e "Brigas Demais", com Gaab e Delacruz[15], foram disponibilizados em conjunto com o álbum.

## Lista de faixas
| Vilã — Edição padrão |                                                                             | |                                                          |         |  |
| N.º                  | Título                                                                      | Compositor(es) | Produtor(es)                                             | Duração |  |
| 1.                   | "Nasci Pra Vencer" (com Dallass)                                            | Ludmilla | Dallass                                                  | 2:28    |  |
| 2.                   | "Sou Má" (com Tasha & Tracie, Ajaxx)                                        | Ludmilla Flávio C. Tasha O. Tracie O.                                                                                                   | Ajaxx                                                    | 3:30    |  |
| 3.                   | "Senta e Levanta" (com Stefflon Don, Topo La Maskara)                       | Helder Villas Boas Ludmilla Stefflon Don Topo La Maskara                                                                                | Topo La Maskara                                          | 2:36    |  |
| 4.                   | "Brigas Demais" (com Delacruz, Gaab)                                        | Ajaxx Alan Delacruz Fabinho Rodrigues Gaab Ludmilla                                                                                     | Ajaxx Ariel Donato Ludmilla                              | 4:08    |  |
| 5.                   | "5 Contra 1" (com Dallass)                                                  | Ludmilla | Dallass                                                  | 2:37    |  |
| 6.                   | "Vem Por Cima" (participação de Piso 21)                                    | Castilhol David Escobar David Lorduy Juan David Huertas Clavijo Ludmilla Pablo Mejia Barmudez                                           | Rafael Castilhol                                         | 3:12    |  |
| 7.                   | "Socadona" (com Mariah Angeliq, Topo La Maskara, participação de Mr. Vegas) | GALE Ludmilla Carolina Isabel Colón Clifford Smith Helder Vilas Boas Jefferson Junior Juan Jose Brito Castillo, Angeliq Umberto Tavares | Topo La Maskara                                          | 3:06    |  |
| 8.                   | "Solteiras Shake" (com DJ Gabriel do Borel)                                 | Ludmilla Mars Murda Beatz Rasool Diaz Zone                                                                                              | DJ Gabriel do Borel Marcio Arantes Mars Rasool Diaz Zone | 2:07    |  |
| 9.                   | "Sintomas de Prazer"                                                        | Ludmilla Ajaxx Donato Lukinhas Pablo Bispo                                                                                              | Ajaxx Ariel Donato Ludmilla                              | 2:28    |  |
| 10.                  | "Eu Só Sinto Raiva" (com Ariel Donato)                                      | Donato Ludmilla | Ajaxx Ariel Donato Ludmilla                              | 2:22    |  |
| 11.                  | "Malvadona" (com Oruam, Vulgo FK)                                           | Ludmilla Oruam Vulgo FK | Ajaxx Ariel Donato Coop The Truth Galdino Ludmilla       | 3:09    |  |
| 12.                  | "Gostosa com Intensidade"                                                   | Ludmilla | DJ Chris 011                                             | 2:18    |  |
| 13.                  | "Make Love"                                                                 | Ludmilla | Rafael Castilhol                                         | 2:41    |  |
| 14.                  | "Me Deixa Ir"                                                               | Jefferson Junior Ludmilla Umberto Tavares                                                                                               | Ajaxx Ludmilla                                           | 2:20    |  |
| 15.                  | "Todo Mundo Louco" (com Capo Plaza, Tropkillaz, Ape Drums)                  | Ape Drums Capo Plaza Laudz Ludmilla Zegon                                                                                               | Ajaxx Ape Drums Tropkillaz                               | 2:24    |  |
| Duração total:       | Duração total:                                                              | Duração total: | Duração total:                                           | 41:32   |  |

## Histórico de lançamento
| País  | Data                | Formato                     | Gravadora | Ref.  |
| ----- | ------------------- | --------------------------- | --------- | ----- |
| Mundo | 24 de março de 2023 | Download digital, streaming | Warner    | [ 4 ] |